# دم تنغ بيرمورد (بهمئي غرمسيري الشمالي)
دم تنغ بیرمورد (بالفارسية: دم تنگ پیرمورد) هي قرية تقع في إيران في قسم بهمئي غرمسیري الشمالي الريفي.